# Slaget vid Chesapeake Bay
Slaget vid Cheasepeake Bay var ett sjöslag som utkämpades den 5 september 1781 mellan brittiska och franska sjöstridskrafter utanför Chesapeake Bay på den amerikanska ostkusten. Slaget var av avgörande betydelse för utgången av det amerikanska frihetskriget.

## Bakgrund
Under sommaren 1781 var den brittiska armén i Amerika hårt trängd av amerikanska och franska stridskrafter, och hade förskansat sig vid staden Yorktown.

## Slaget
de Grasse eskader, som omfattade 24 linjeskepp, kom närmast från Västindien och ankrade den 30 augusti i en vik nära inloppet till Chesapeake Bay. Där landsattes en förstärkningstrupp till belägringen av Yorktown på 3 300 man. Man inväntande en annan fransk eskader från Newport i Rhode Island på tolv skepp som medförde belägringsartilleri under greve de Barras.
Den 5 september siktades en brittisk styrka om 19 linjeskepp under Thomas Graves närma sig Chesapeake Bay. De Grasse gick då till segels för att Barras eskader inte skulle behöva möta engelsmännen ensam.
Engelsmännen valde att gå till anfall, men på grund av svårigheterna med att leda segelfartygseskadrar med hjälp av signalflaggor blev detta illa genomfört och endast de båda flottornas täter kom i närmare strid med varandra. Striden avbröts av mörkret. Efter slaget tvingades engelsmännen överge ett sjunkande skepp (Terrible).
Efter slaget beslöt de Grasse att gå tillbaka till bukten för att säkrare kunna blockera denna för engelsmännen. Under tiden hade Barres eskader anlänt och styrekeförhållandet uppgick då till 36 franska skepp mot 18 brittiska. Graves beslöt då att gå tillbaka till sin bas i New York  för att invänta förstärkning.

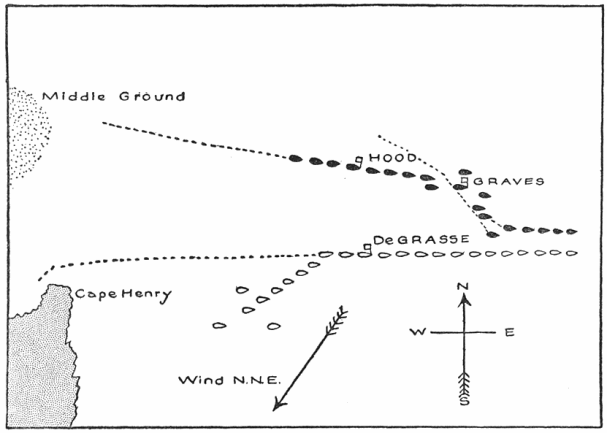
Brittiska fartyg i svart, franska fartyg i vitt

## Efterspel
I New York anlände en förstärkningskonvoj med 7000 soldater. Graves startade åter mot Chesapeake Bay med dessa och 25 skepp den 19 oktober. Det var dock för sent. Garnisonen i Yorktown kapitulerade samma dag och Englands nederlag i det amerikanska frihetskriget var ett faktum.